# Joppe Paulides
Joppe Paulides (13 april 1983) is een Nederlandse volleyballer. In het seizoen 2007/2008 speelt hij voor de Spaanse kampioen Portol Drac Palma de Mallorca. Paulides kwam 150 uit voor Oranje. Hij kwam in 2007 in het nieuws, omdat hij niet meer voor de nationale volleybalploeg wilde uitkomen. In 2007 werd Paulides verkozen tot beste aanvaller van de Champions League.
Sinds januari 2009 heeft Paulides de overstap gemaakt naar beachvolleybal. Hij vormde een koppel met Emiel Boersma, beachvolleyballer sinds 2002. Dat jaar eindigden ze achtereenvolgend 25e, 13e, 9e en nogmaals 9e te worden bij toernooien in de FIVB World Tour. Daarnaast werden ze 17e op het WK in Stavanger. Boersma en Paulides maakten deel uit van Beach Team Holland.
Joppe speelde het seizoen 2010-2011 bij Averbode in België in de zaal.